# Calvo, Jacobs y Giménez
Calvo, Jacobs y Giménez fue un prolífico estudio de arquitectura de la Argentina, que trabajó esencialmente en la ciudad de Buenos Aires, entre las décadas de 1920 y de 1940.
Fue formado por los arquitectos Héctor Calvo (1890 - 1936), Arnold (o Arnoldo) Jacobs (1892 - 1974) y Rafael Giménez (1891 - 1947), todos graduados de la Escuela de Arquitectura, en ese entonces parte de la Facultad de Ciencias Físicas y Naturales de la Universidad de Buenos Aires. En un gran número de sus trabajos participó como colaborador Abelardo Falomir. Con la temprana muerte de Calvo, el estudio pasó a llamarse Jacobs y Giménez, para desaparecer con el fallecimiento del primero.
En las dos décadas que recorrió el equipo, evolucionó en sus obras desde el academicismo francés y el eclecticismo clasicista imperantes en los años '20 al art déco, de moda en los '30, llegando finalmente al racionalismo y al estilo dominado por el uso de ladrillo a la vista en los exteriores de los años '40s. 

## Obras
- Sede social del Mar del Plata Golf Club, proyectada en 1921 en estilo tudor.
- Casa Central del Banco Provincial de Santa Fe, de estilo clasicista francés, construida entre 1923 y 1926.
- Sanatorio Podestá, edificio de estilo ecléctico historicista en la esquina de las calles Uruguay y Viamonte (1924). Actualmente aloja a los Juzgados de Primera Instancia en lo Civil
- Edificio de viviendas en Sarandí 580 (esquina México), de estilo academicista francés.
- Chalet de Arnoldo Jacobs en la calle Virrey del Pino y Av. Forest (barrio de Belgrano), de estilo inglés (año 1927).
- Edificio de departamentos de Nicolás Mihanovich en la calle Arroyo 845 (barrio de Retiro), torre de estilo ecléctico historicista (año 1928). Actualmente es el Hotel Sofitel Buenos Aires.
- Edificio para central eléctrica de la Compañía Unión Telefónica en la calle Defensa 143 , a metros de Plaza de Mayo, de estilo ecléctico historicista (año 1929).
- Edificio de oficinas en Diagonal Norte 637, estilo ecléctico historicista.
- Edificio de oficinas en la calle San Martín 823, de estilo clasicista.
- Edificio de la Compañía de Seguros London & Lancashire con entradas por 25 de Mayo 33 y por Av. Leandro N. Alem 34, estilo art déco Actual edificio Anexo de la Secretaría de Inteligencia (año 1931)
- Edificio de la Comercial Union Assurance Co. Ltd. en la calle Bartolomé Mitre 335, de estilo art déco (año 1931). Actual sucursal del Banco de Córdoba en Buenos Aires.
- Edificio de viviendas y Cine "Palais Royal" en Avenida Santa Fe 2450, Recoleta, estilo art déco (año 1931).
- Edificio de departamentos en Avenida Callao y Juncal, estilo academicista francés.
- Remodelación de la Casa Tow en Florida y Tte. Gral. Perón (ex Cangallo), aplicando el estilo art déco (1932). (Fue demolida en la década del 60)
- Edificio de departamentos en calle Bolívar 385, de estilo art déco.
- Edificio de oficinas en Bartolomé Mitre y Esmeralda, de estilo art déco (1932).
- Edificio Montalegre (hoy llamado La Unión), en Diagonal Norte y Perón, estilo racionalista/art déco (1933)
- Edificio Comega (como colaboradores de los proyectistas Joselevich y Douillet): un edificio de oficinas de estilo racionalista, de 88 metros en Av. Corrientes y Av. Leandro N. Alem (año 1934).
- Edificio de oficinas en Diagonal Norte 933 de estilo racionalista, propiedad de la Compañía Inmobiliaria de Buenos Aires S.A. (año 1935).
- Edificio de departamentos de estilo racionalista en Av. del Libertador 2326 (1935)
- Segunda Iglesia de Cristo Científico en Sargento Cabral 841.
- Edificio Shell-Mex en Diagonal Norte y Perón, de opulento estilo art déco (año 1936).
- Edificio La Forestal, en Paseo Colón y Adolfo Alsina, estilo racionalista (año 1938)
- Edificio de la Compañía de Seguros La Continental en Av. Corrientes 641, de estilo racionalista.
- Edificio de departamentos en Av. del Libertador y Av. Coronel Díaz, de estilo racionalista.
- Edificio de departamentos en Marcelo T. de Alvear 2323 (año 1927).
- Edificio de oficinas en Bartolomé Mitre y Reconquista, de estilo racionalista (en colaboración con Florencio Rotaeche) (año 1940).
- Escuela Naval Militar en Río Santiago (año 1940)
- Sede social del Automóvil Club Argentino (en equipo con Héctor Morixe, Sánchez, Lagos y de la Torre y Antonio Vilar) (año 1943)
- Nuevo Hospital Británico (construido entre 1942 y 1944)
- Belgrano Athletic Club en la calle Virrey del Pino n.º 3456.
- Edificio para el Banco Société Generale, en Reconquista 330, de estilo racionalista.
- Compañía de Seguros La Agrícola en Av. Corrientes 439, de estilo racionalista (año 1948).
- Edificio de oficinas en Diagonal Norte 938, de estilo racionalista (colaboración con Sánchez, Lagos y de la Torre, Antonio Vilar, Héctor Morixe y Jorge Bunge) (año 1949)
- Conjunto de tres casas tudor- neogóticas en Belgrano R. Forest 1702 - 1716 y 1730 , año 1930.
- Edificio de oficinas en Av. Córdoba 320 con fachada revestida en ladrillos (1952)[4]

## Galería de imágenes

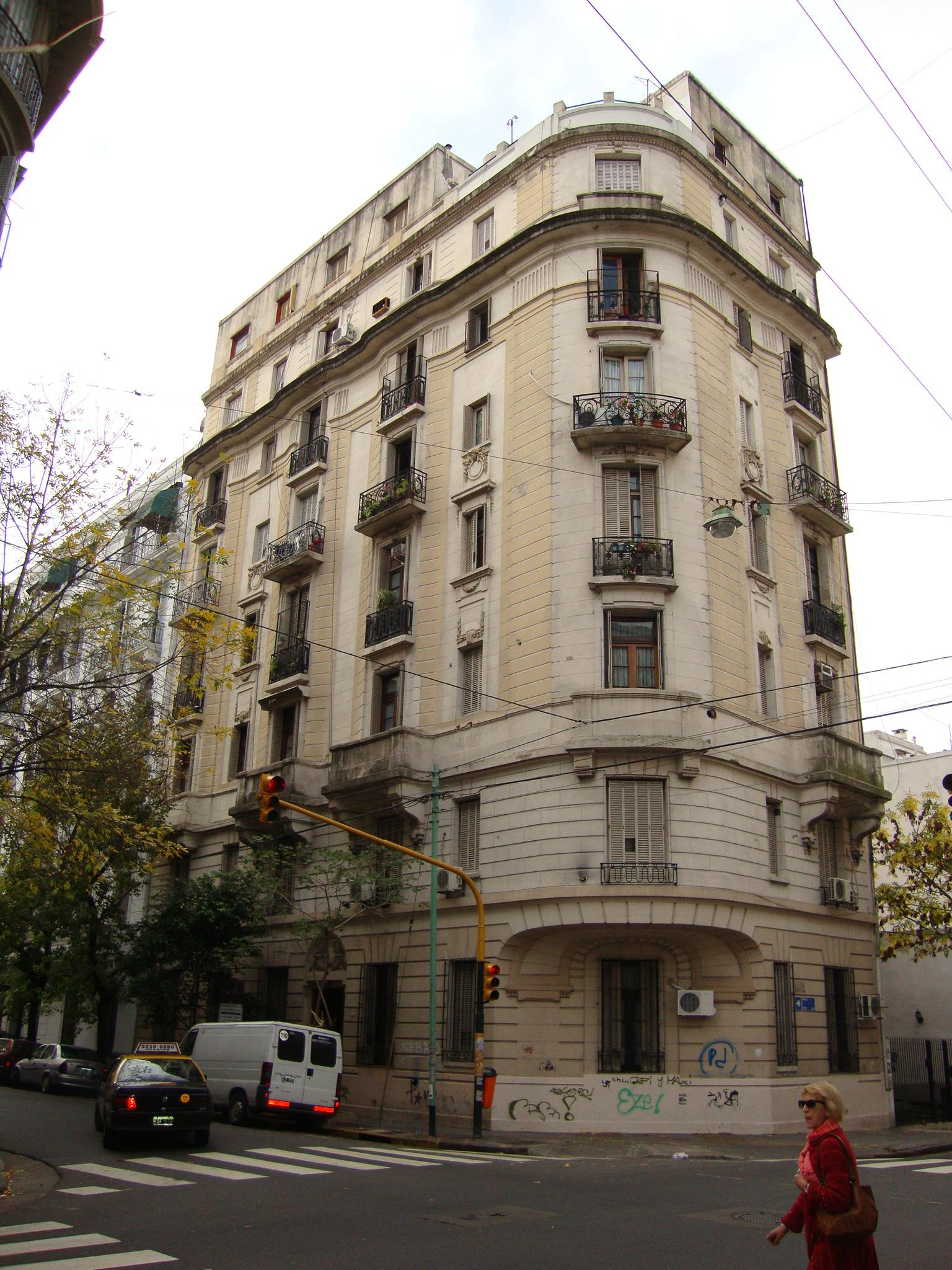
El edificio de Sarandí 580
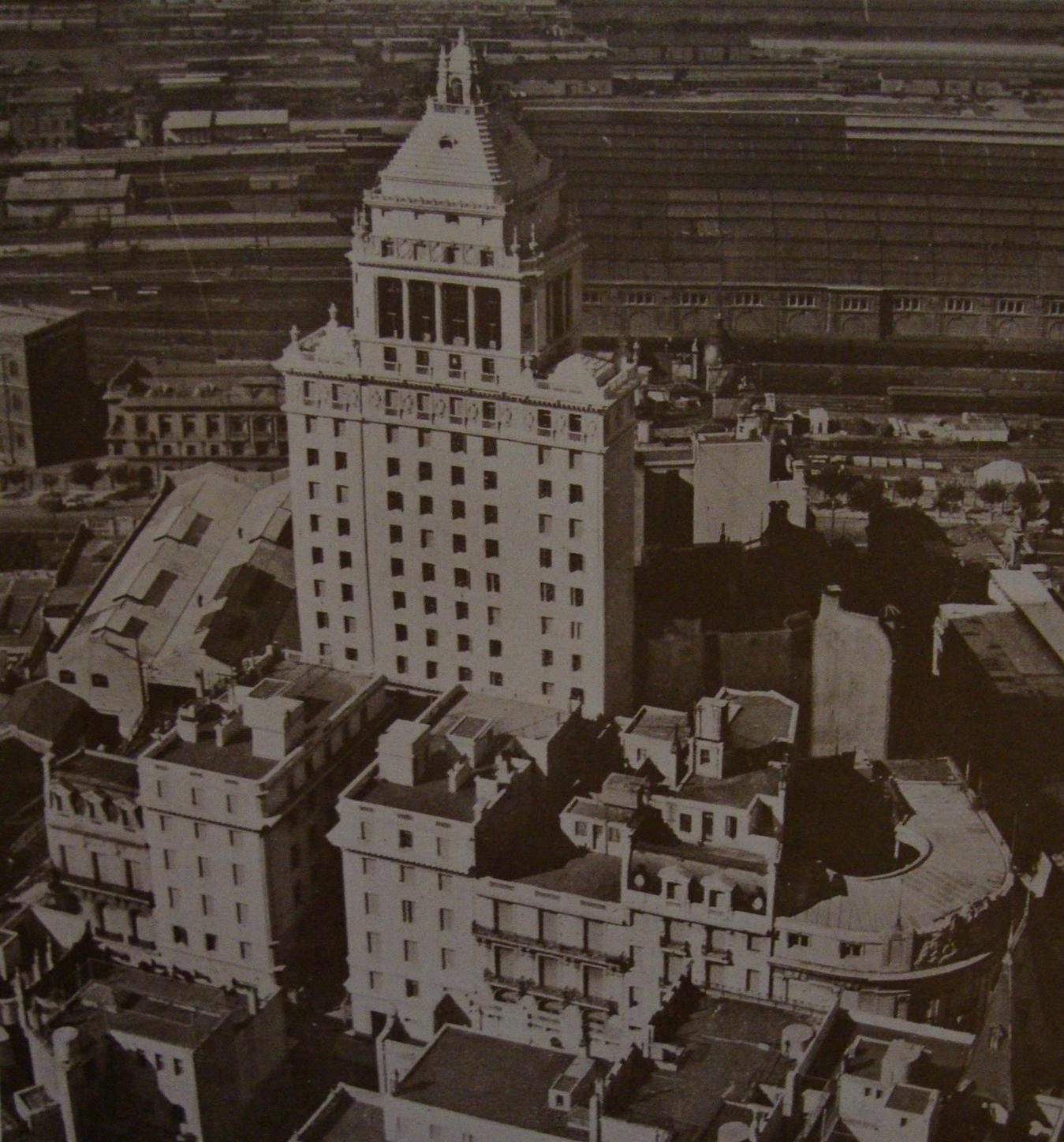
El actual Hotel Sofitel en Retiro (1928)
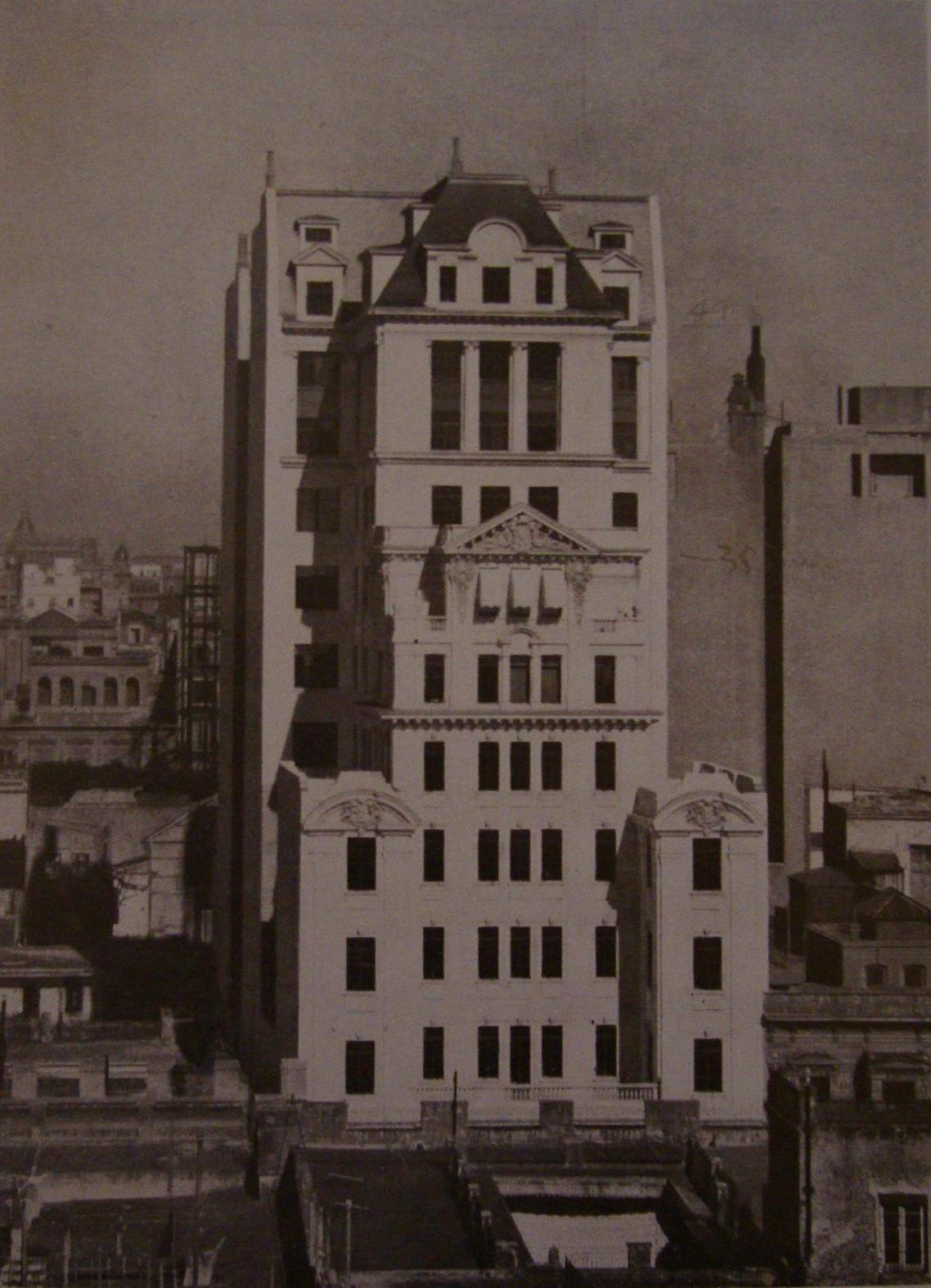
La Compañía Unión Telefónica (1929)
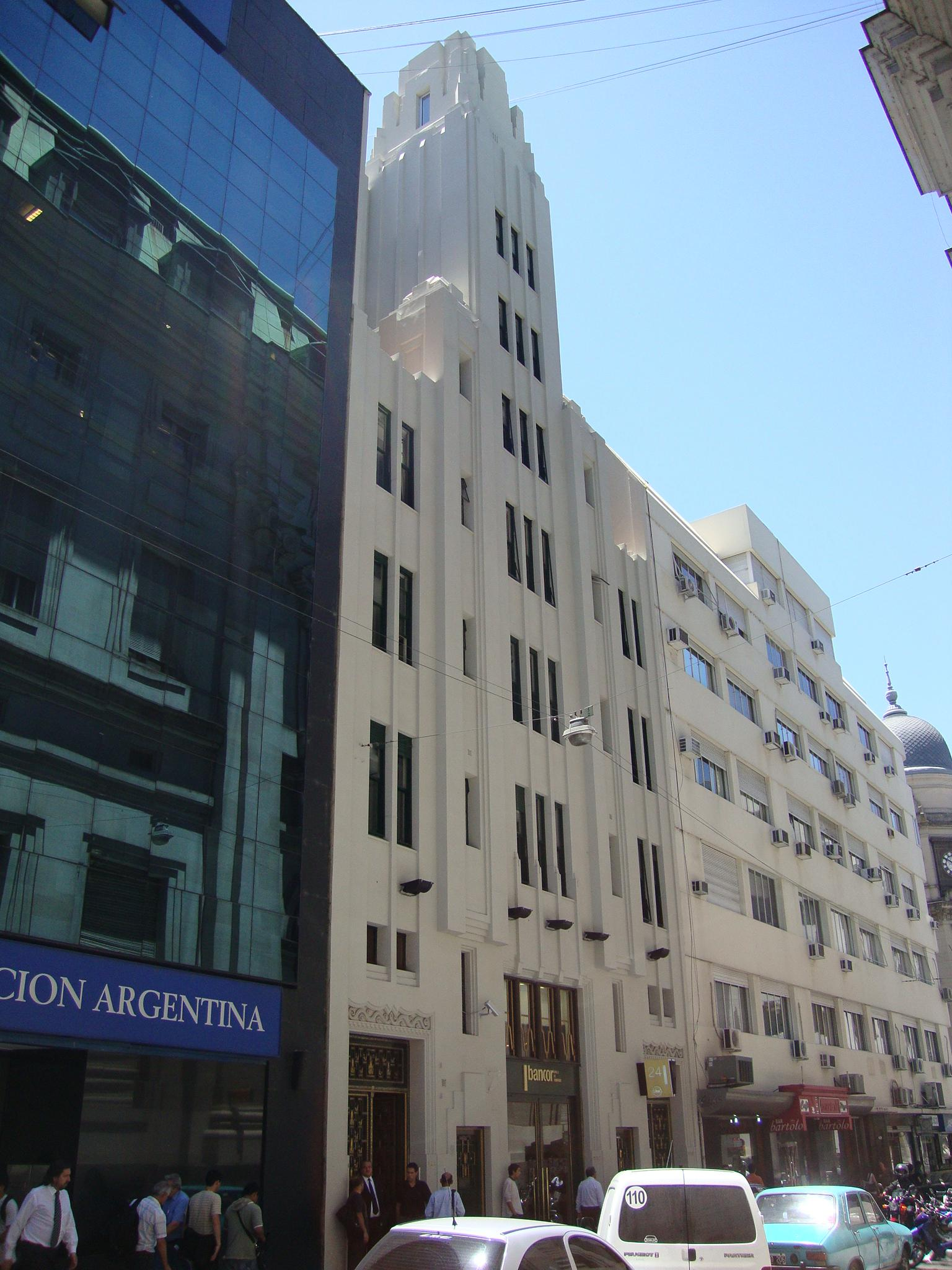
Compañía "Commercial Union Assurance" (1931)
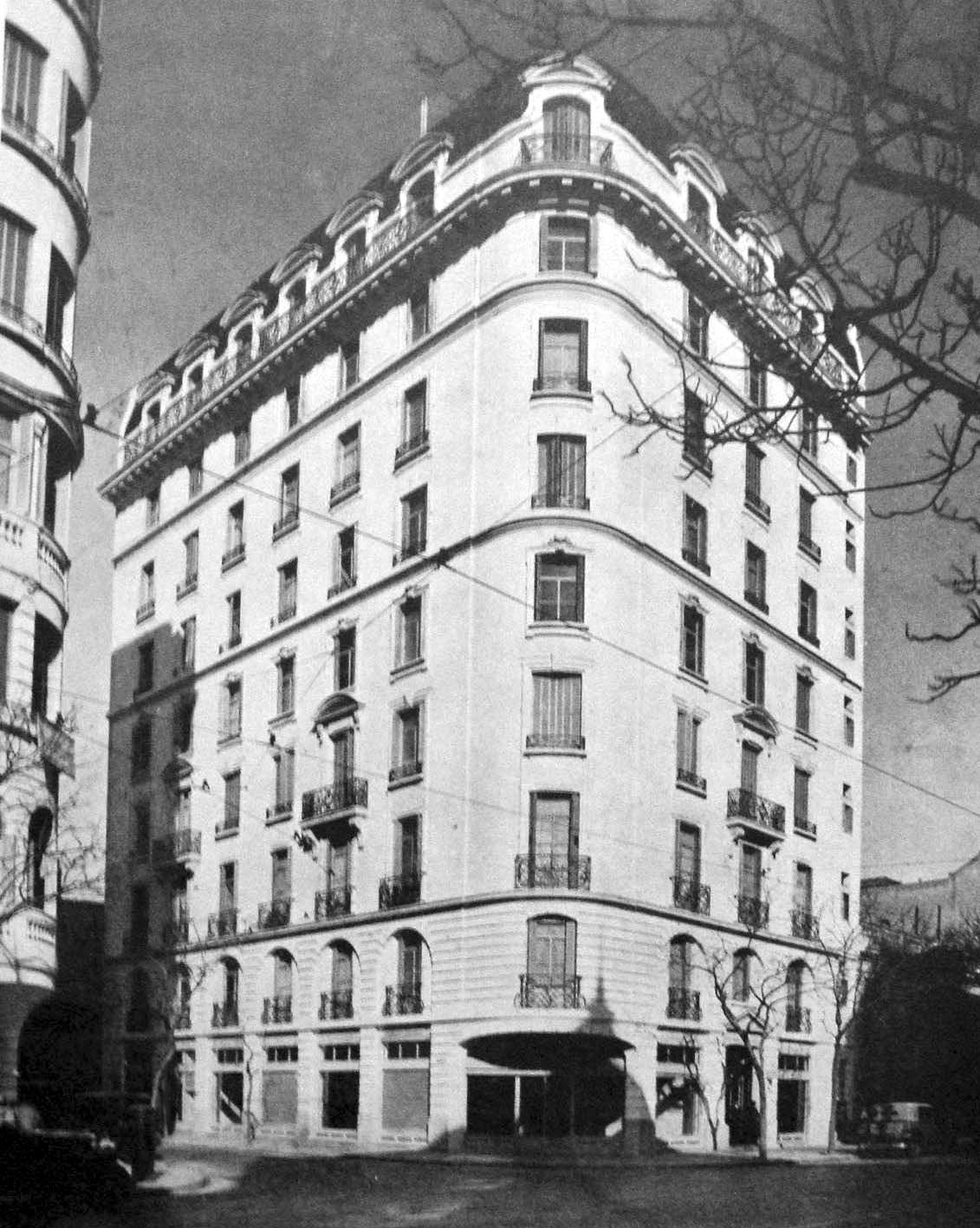
Edificio residencial en Av. Callao y Juncal (1931)
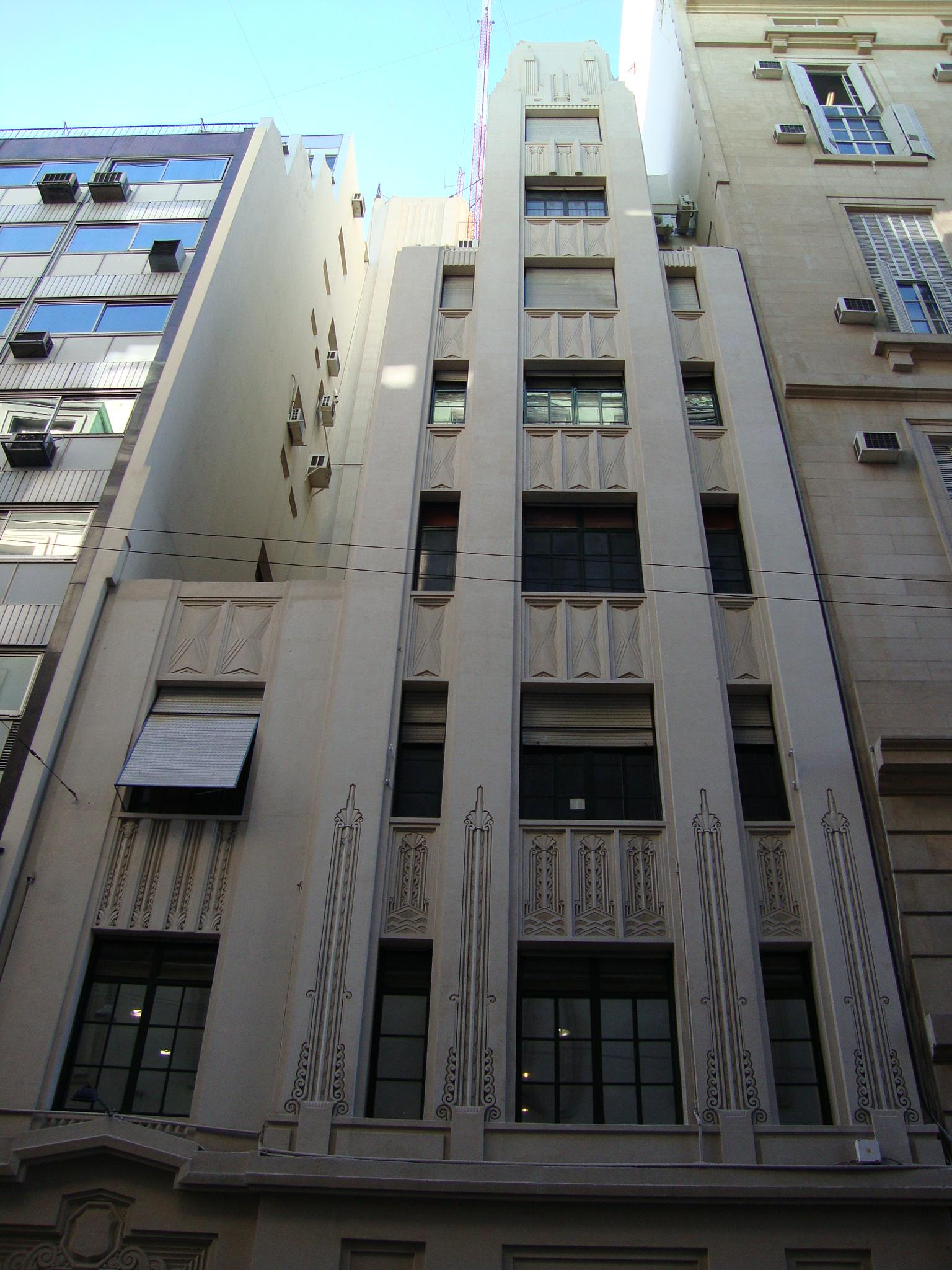
Compañía "London & Lancashire" (1931)
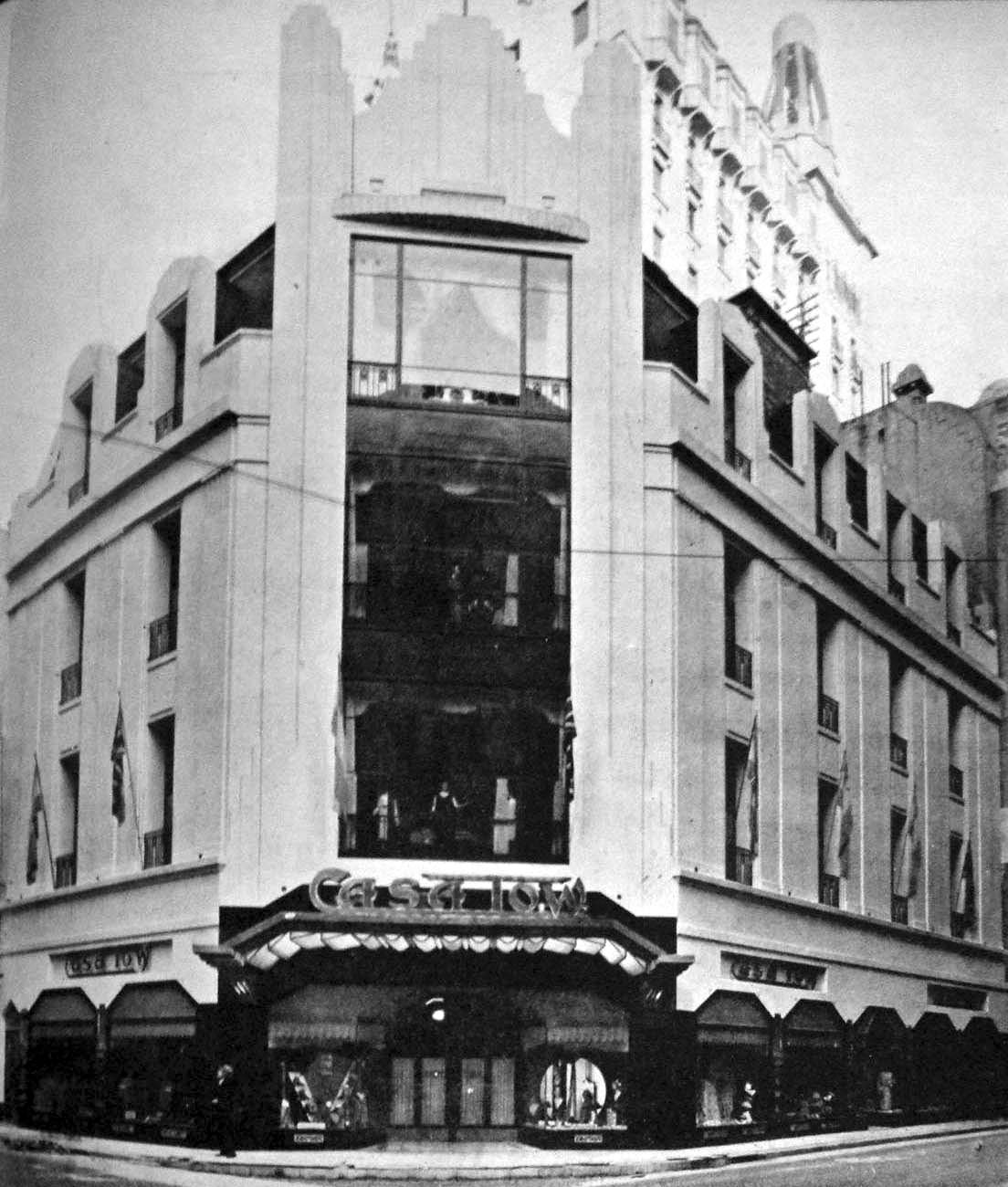
Casa Tow (1932)
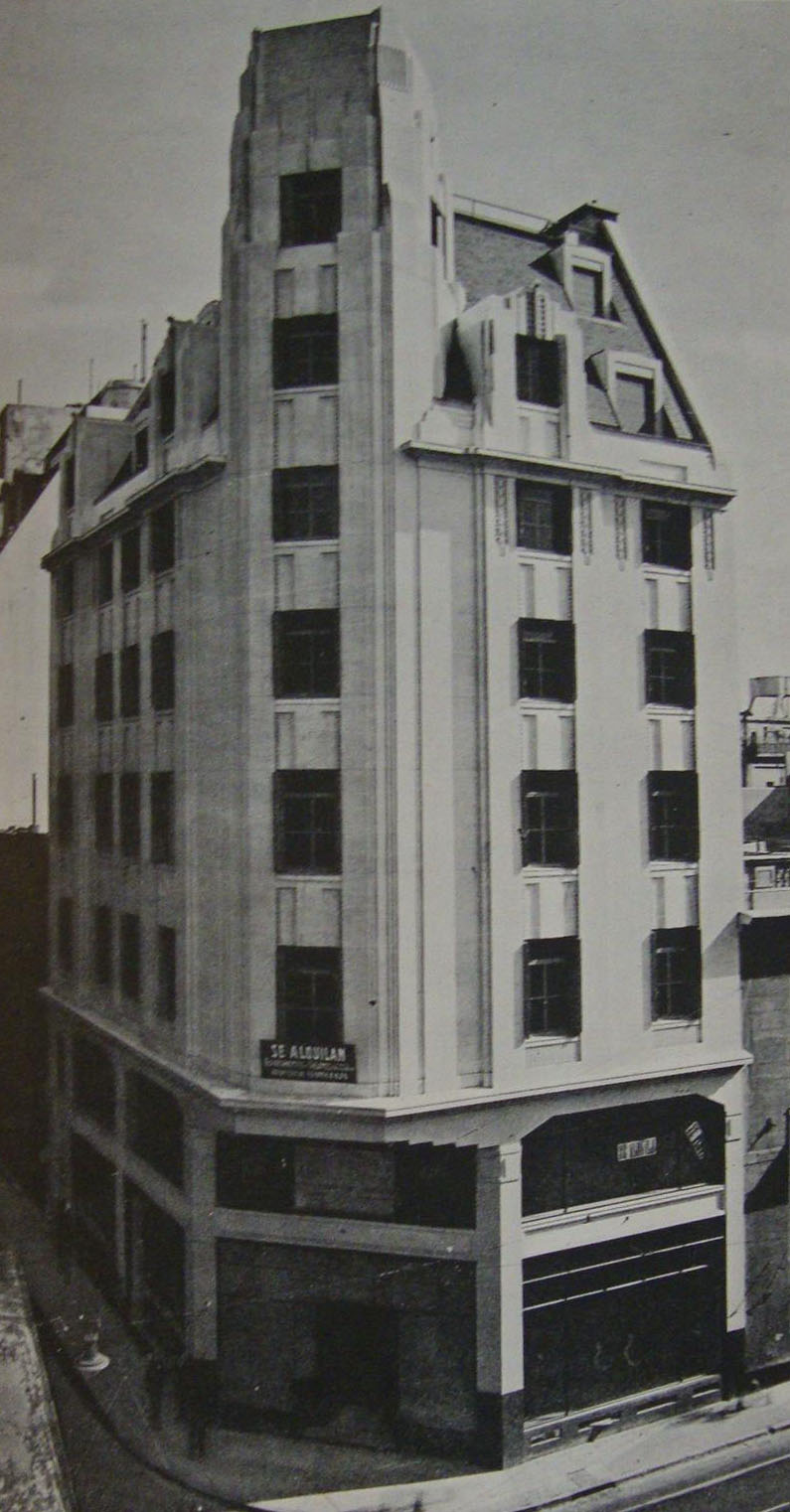
Edificio en Bartolomé Mitre y Esmeralda (1932)
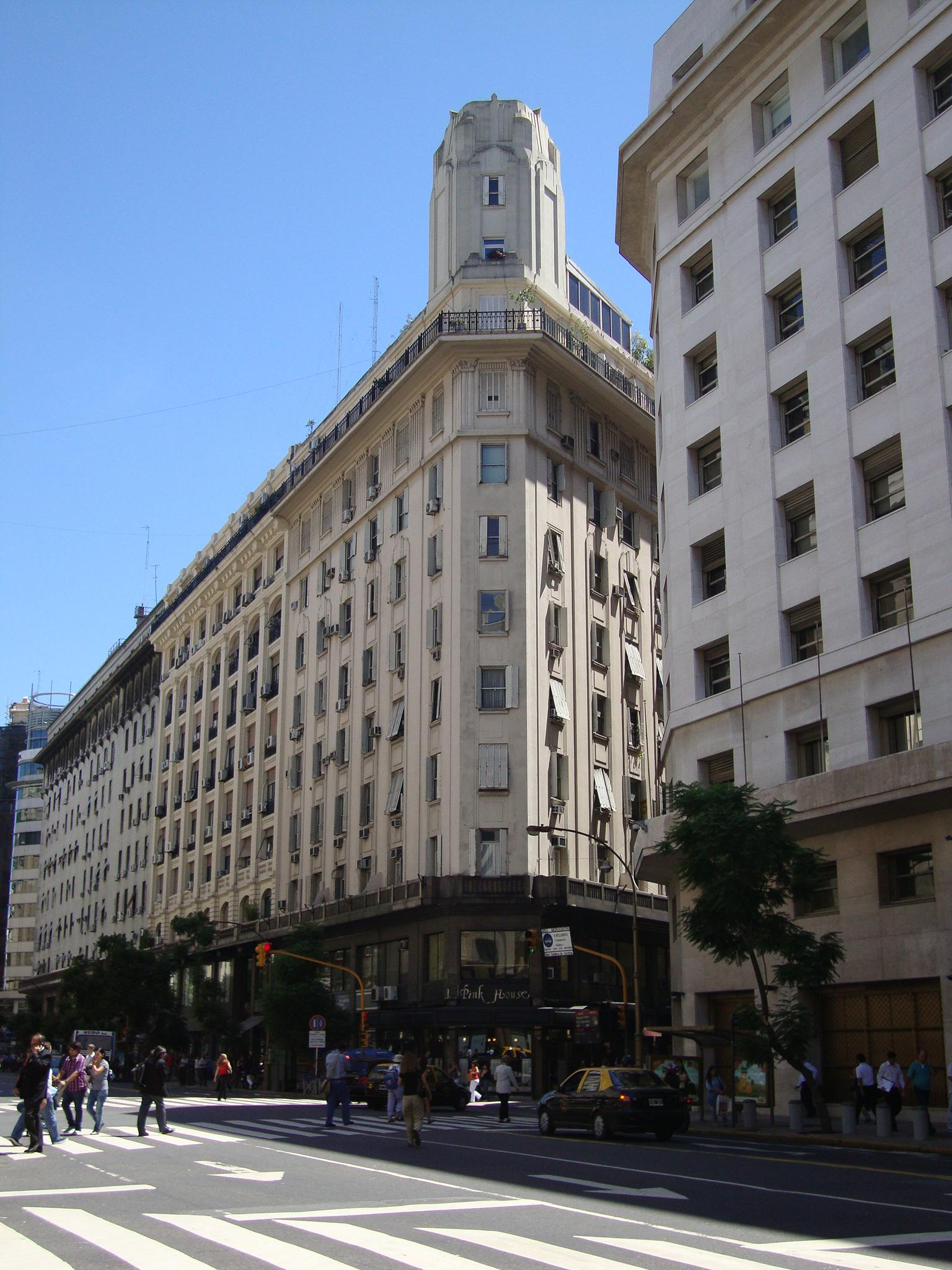
Edificio La Unión (ex Montalegre) (1933)
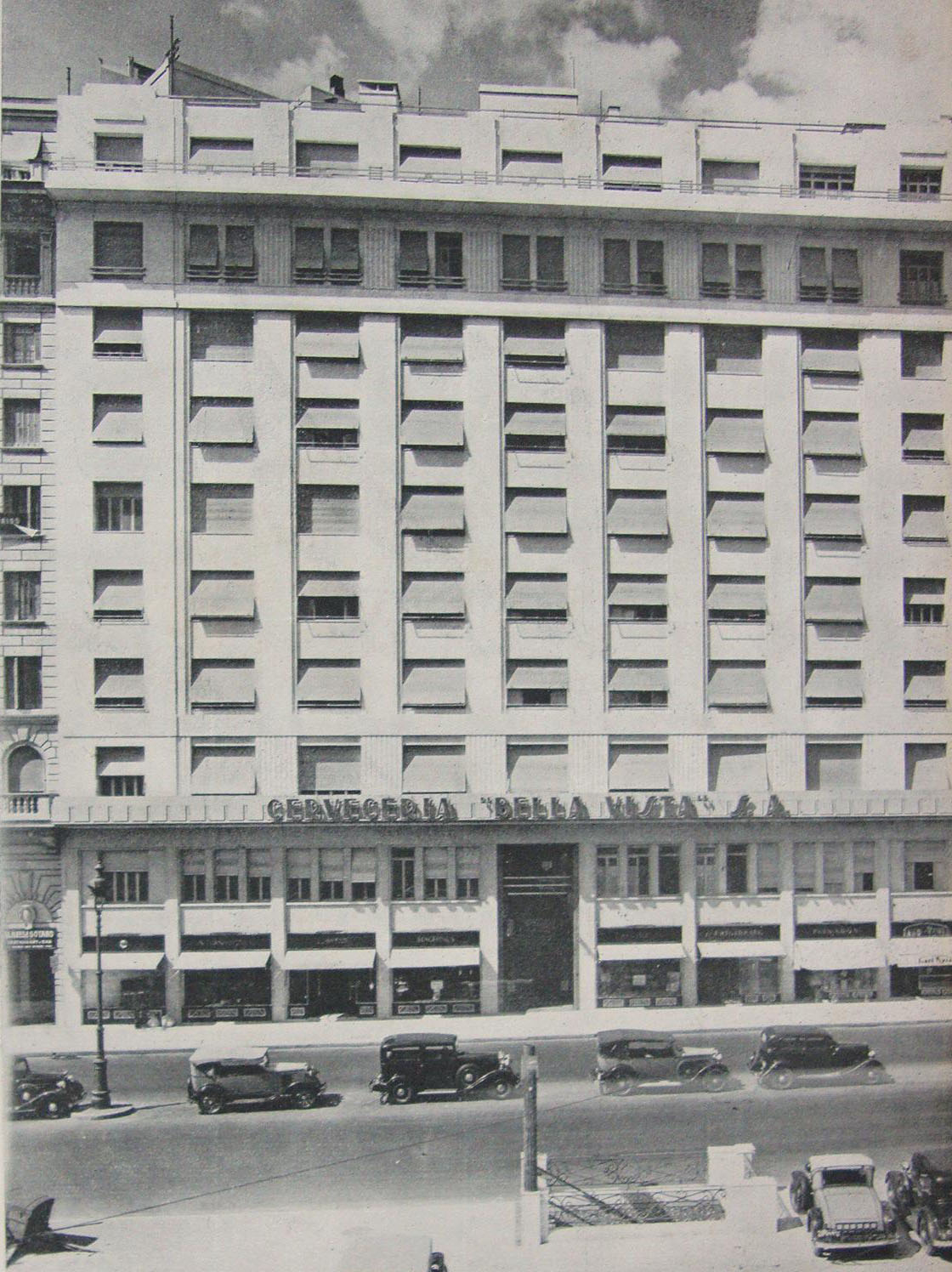
Edificio en Diagonal Norte 933 (1935)
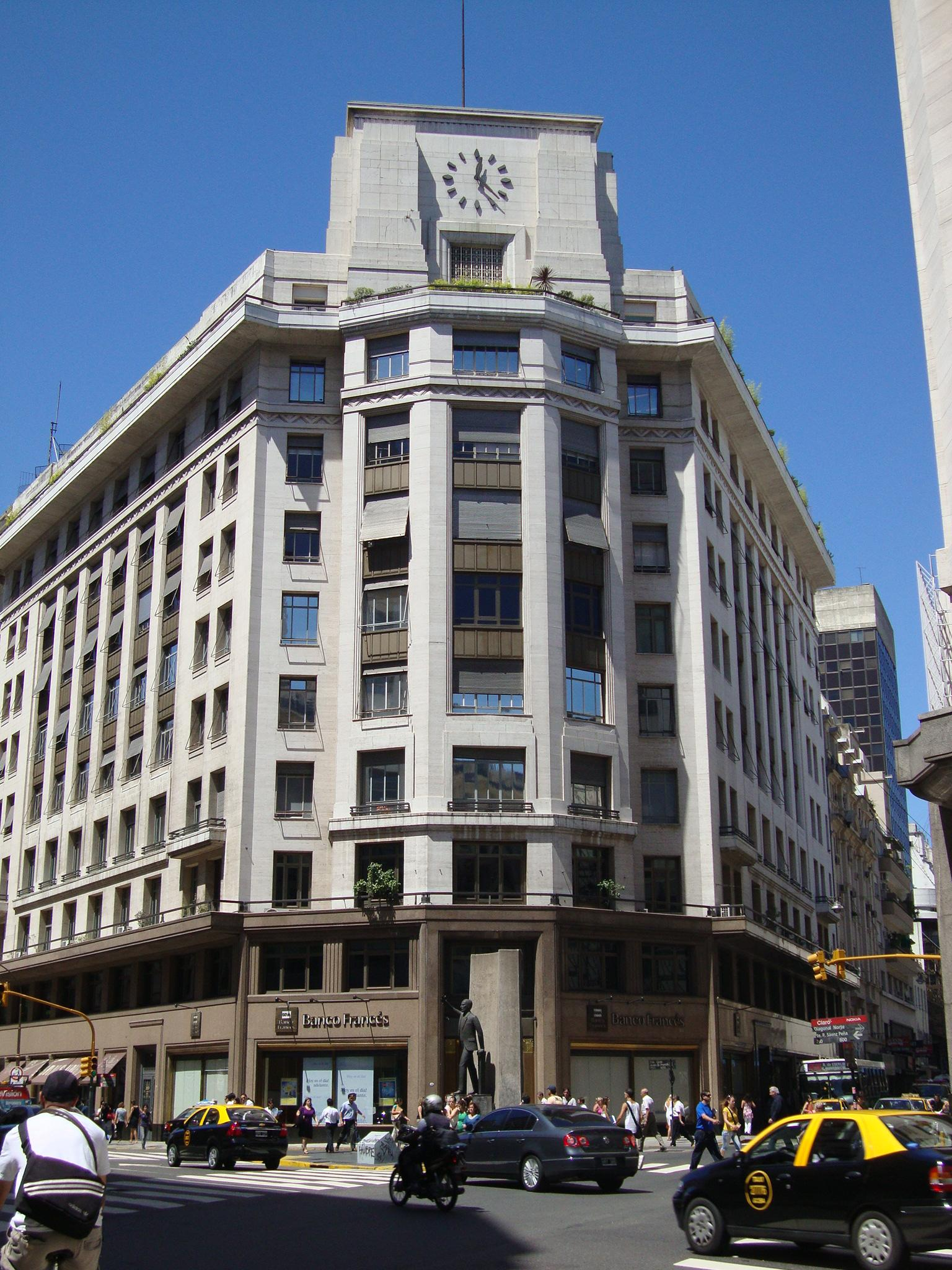
El Edificio Shell-Mex (1936)
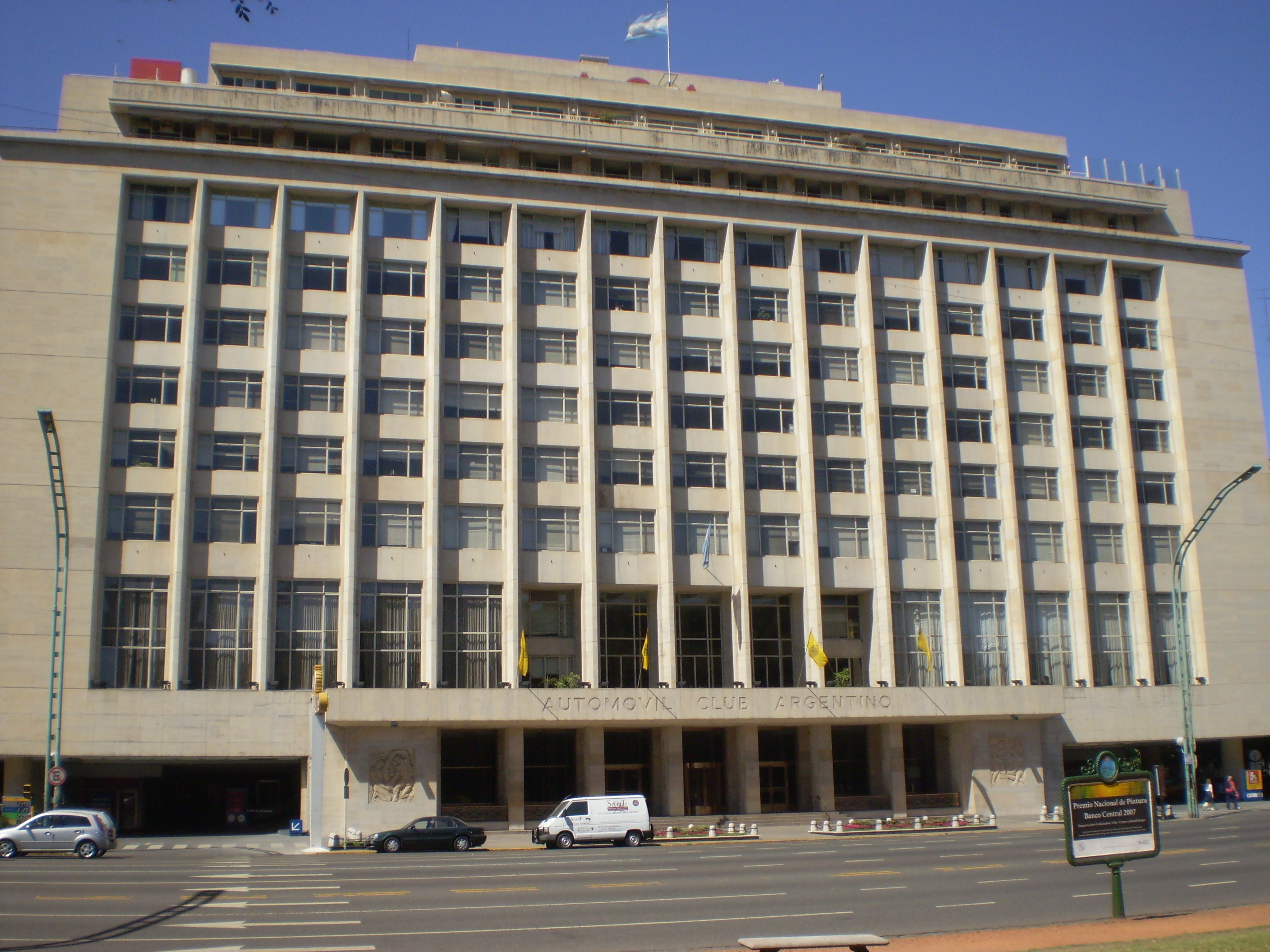
El Automóvil Club (1943)